# Arn Anderson
Arn Anderson, bürgerlich Martin Lunde (* 20. September 1958 in Rome, Georgia) ist ein US-amerikanischer ehemaliger Wrestler, der aktuell bei All Elite Wrestling unter Vertrag steht. Er tritt dort regelmäßig als Trainer & Manager auf.

## Privatleben
Lunde und seine Ehefrau Erin haben zwei Söhne, Barrett Anthony und Brock.

## Karriere

### Anfänge
Lunde betrieb bereits zu seiner Zeit an der High School in Rome, Georgia, olympisches Ringen in der 76 kg Klasse und war seitdem mit dem späteren Ringrichter Randy „Pee Wee“ Anderson befreundet, der für eine andere Schule rang. Nach der High School betrieb Lunde Kraftdreikampf und entwickelte einen entsprechenden Körperbau. Im Januar 1982 begann er schließlich seine Karriere in Georgia unter seinem bürgerlichen Namen, wo er mit Bob und Brad Armstrong arbeitete. In Georgia agierte Ole Anderson als Booker und wegen seiner und Lundes Ähnlichkeit miteinander gab man diesem den neuen Namen Arn Anderson. Fortan bildeten die „Andersons“ das Team The Minnesota Wrecking Crew. Gemeinsam fehdeten sie gegen die Road Warriors. Danach ging Lunde zu Southeastern Championship Wrestling, einem Territorium der National Wrestling Alliance um Alabama und Tennessee. Hier gewann er als Super Olympia zwischen 1983 und 1984 mit verschiedenen Partnern viermal die NWA Tag Team Championship. Im März 1985 gewann Lunde mit Ole Anderson die NWA National Tag Team Champion Titel.

### Die Four Horsemen
Ab 1985 bookte man die Andersons bei Mid-Atlantic Championship Wrestling zusammen mit Ric Flair und Tully Blanchard und sie bestritten zahlreiche Tag-Team Matches in verschiedenen Konstellationen, wobei Lunde nun mit den größten Stars der NWA, wie Dusty Rhodes, Magnum T.A. oder den Road Warriors arbeiten konnte. Während eines Interviews, das Lunde führte, verglich er das Viererteam mit den Reitern der Apokalypse und der Name Four Horsemen blieb der Gruppierung seitdem anhaften. 1986 durfte Lunde zusätzlich die NWA Television Championship gewinnen. Neben Ric Flair blieb er einziges ständiges Mitglied der Four Horsemen. Zusammen mit Blanchard gewann er im Februar 1987 erneut die NWA Tag Team Championship.

### WWF
Im Oktober 1988 gingen Lunde und Blanchard zur World Wrestling Federation (WWF), wo sie das Tag Team The Brain Busters bildeten. Bei der WWF gewann Lunde mit Blanchard die WWF World Tag Team Championship.

### WCW

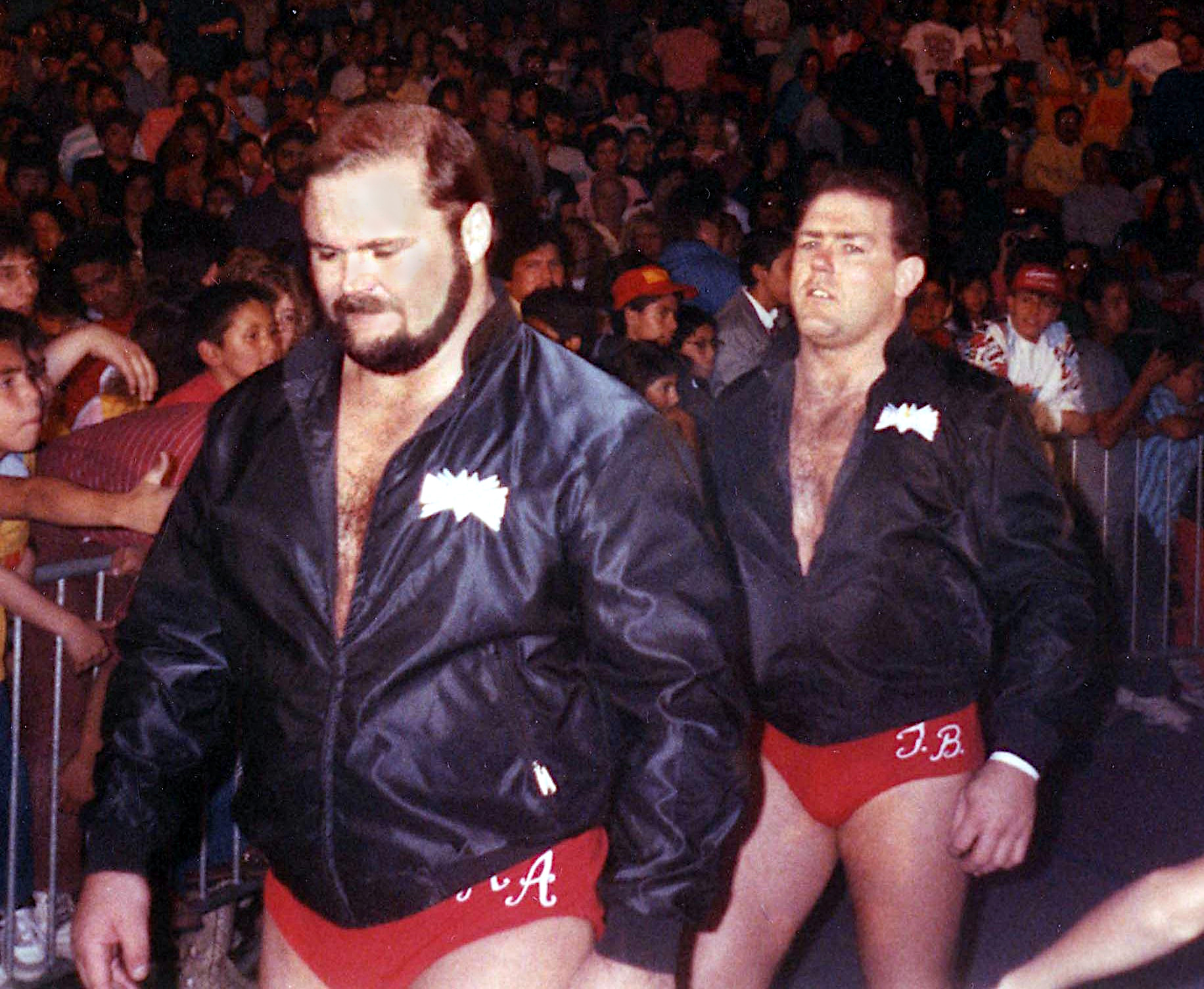
Anderson (links) mit Tully Blanchard (1989)

1989 kehrte Lunde zum nun in World Championship Wrestling umbenannten Mid-Atlantic Championship Wrestling zurück und eine Reformation der Four Horsemen folgte. In den Jahren 1990 und 1991 erhielt Lunde dreimal den NWA/WCW Television Champion Titel, bevor er mit Larry Zbyszko das Tag Team The Enforcers bildete und den WCW Tag Team Champion Titel gewinnen durfte. Nach dem Titelverlust bekam er mit Bobby Eaton erneut einen Tag-Team-Partner und wurde 1992 abermals WCW Tag Team Champion.
Im Mai 1993 gab es wieder eine Reunion der Four Horsemen, in deren Folge Lunde den WCW Tag Team Titel ein drittes Mal erhielt. 1995 erhielt Lunde nochmals den WCW Television Titel, ab 1996 wurden seine Auftritte aus gesundheitlichen Gründen, die aus einem unglücklichen Sturz in einem Match 1994 resultierten, jedoch weniger. Ende 1996 musste sich Lunde einer Operation unterziehen und gab im August 1997 schließlich seinen endgültigen Rücktritt bekannt.

### Karriereende bis heute
Nach seinem Karriereende trat er nur noch gelegentlich vor der Kamera auf, z. B. als die WCW im Jahr 1999 eine erneute, kurzfristige Auferstehung der Gruppierung in Szene setzte. Danach arbeitete Lunde als Road-Agent. Nach der Übernahme der WCW durch die WWE bekleidete er dort von 2001 bis 2019 den gleichen Posten. Lunde hatte in seiner Zeit bei der WWE vereinzelte Auftritte vor den Kameras, bei denen er sich teilweise auch an Matches beteiligte, aufgrund seiner gesundheitlichen Verfassung allerdings nur eingeschränkt. Seit Anfang 2020 steht er bei All Elite Wrestling unter Vertrag und trat dort unter anderem als Trainer & Manager an der Seite von Cody auf.

## Erfolge
World Championship Wrestling/National Wrestling Alliance
- 3× WCW World Tag Team Championship
- 2× WCW World Television Championship
- 3× NWA World Tag Team Championship
- 3× NWA World Television Championship

World Wrestling Entertainment
- 1× WWF Tag Team Championship